# Pao de Zárate (Venezuela)
Pour les articles homonymes, voir Pao de Zarate, Pao et Zarate.
Pao de Zárate, ou El Pao de Zárate, est la capitale de la paroisse civile de Pao de Zárate de la municipalité de José Félix Ribas de l'État d'Aragua au Venezuela.